# Thung lũng Viñales
Thung lũng Viñales (tiếng Tây Ban Nha: Valle de Viñales) là một vùng trũng carxtơ ở Cuba. Thung lũng này có diện tích 132 km² và nằm ở Sierra de los Organos, phía bắc Viñales trong tỉnh Pinar del Río. Thung lũng này được tuyên bố là một vườn quốc gia của Cuba và di sản thế giới của UNESCO vào năm 1999

## Tổng quan

### Tranh tường

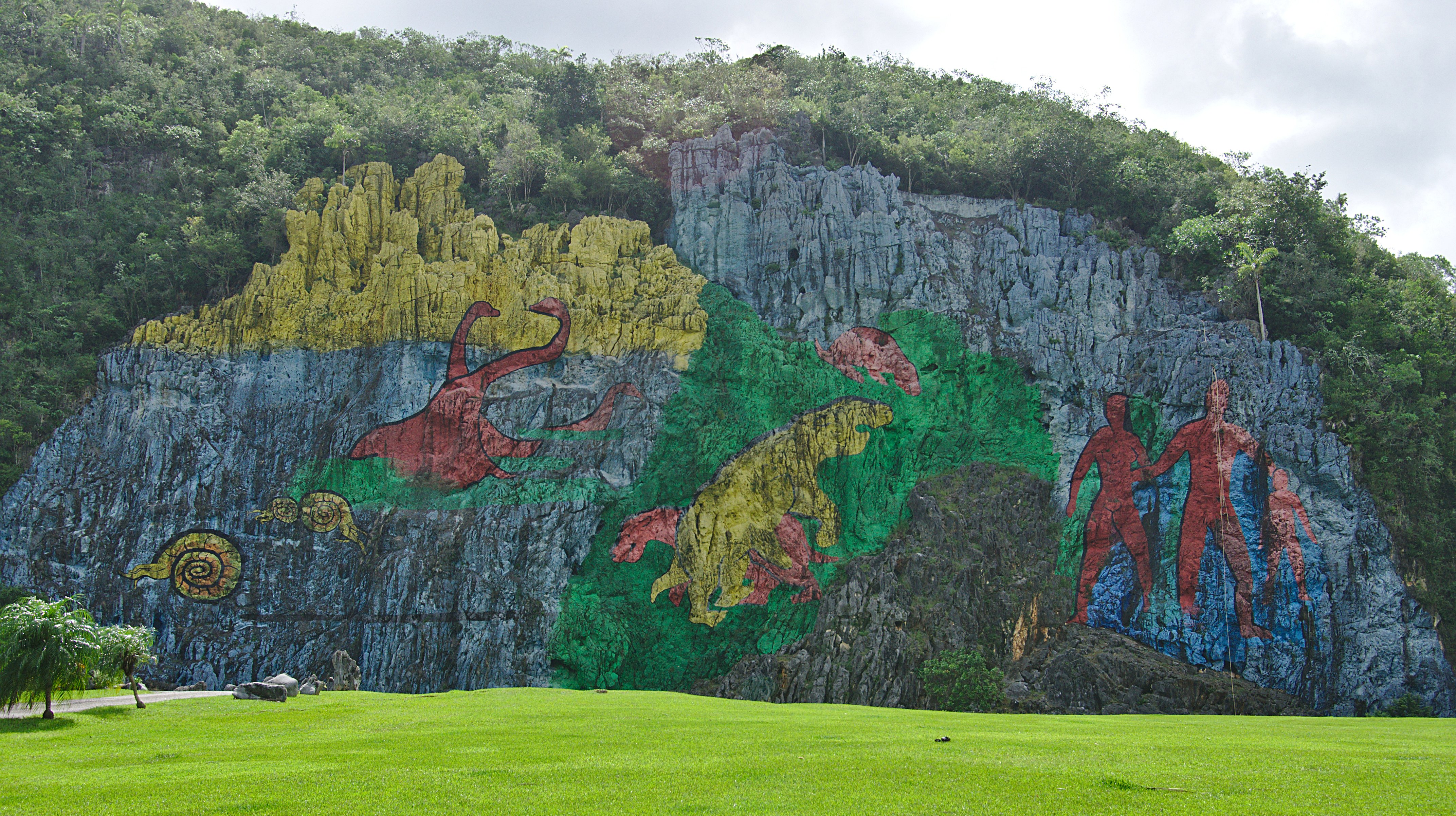
Bức tranh tường thời tiền sử ở thung lũng

Thung lũng nằm cách thủ đô Havana 178 km. Cảnh quan nổi bật với sự hùng vĩ của thiên nhiên với con sông ngầm xuyên qua hang động Cueva del Indio. Tại thung lũng có những bức tranh tường thời tiền sử. Những bức tranh thể hiện sự tiến hóa trong cuộc sống tự nhiên thời tiền sử ở Cuba. Chúng được vẽ lên ở một gò đất có tên là Pita. Những tảng đá được làm sạch trước khi vẽ cũng như hệ thống thoát nước được làm để tránh những cơn mưa và xói mòn trong tương lai. Các bức tranh có chiều dài 120 và 160 mét mô tả hình vẽ các loài động vật có vú khổng lồ và động vật thân mềm đại diện cho những người Guanahatabey bản địa. Tác giả của những bức tranh vẽ thời tiền sử này là Leovigildo González Morillo.

### Khu định cư
Thuốc lá và các loại cây trồng khác được trồng ở trong thung lũng theo kỹ thuật nông nghiệp truyền thống. Thị trấn Viñales là một khu định cư của những người nông dân với những ngôi nhà gạch đỏ, đường phố cổ kính.

### Hóa thạch
Khu vực này có nhiều hang động với kiến tạo địa chất của đá vôi cùng với đó là sự dồi dào của các hóa thạch của thực vật, cá và khủng long, trong đó phải kể đến loài Diplodocusvà Ichthyosaurus.
Thung lũng này là nơi thu hút du khách với các hoạt động leo núi.

## Động thực vật
Đây cũng là nơi bảo tồn nhiều loại động thực vật bao gồm: Chi Gạo (Bombax emarginatum), cọ núi (Gaussia princeps), Ekmanianthe và Microcycas, một loài đặc hữu và cực kỳ nguy cấp chỉ có ở khu vực phía tây Cuba.
Động vật bao gồm chim ruồi ong (Mellisuga helenae), Nuốc Cuba (Priotelus temnurus), Tody Cuba (Todus multicolor), sơn ca Cuba (Myadestes elisabeth), Tiaris canorus

## Một vài hình ảnh

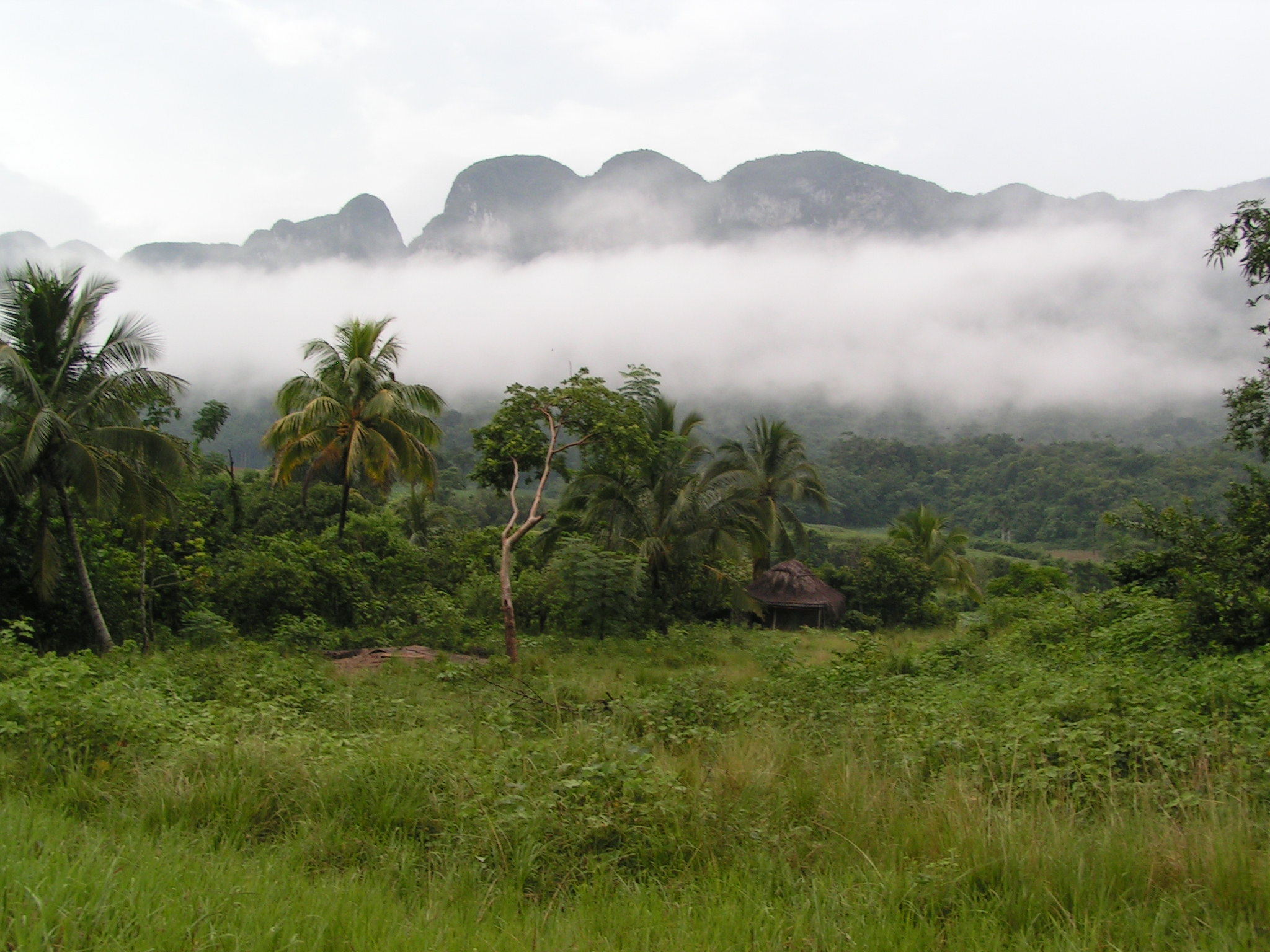
Sương mù trong thung lũng Viñales
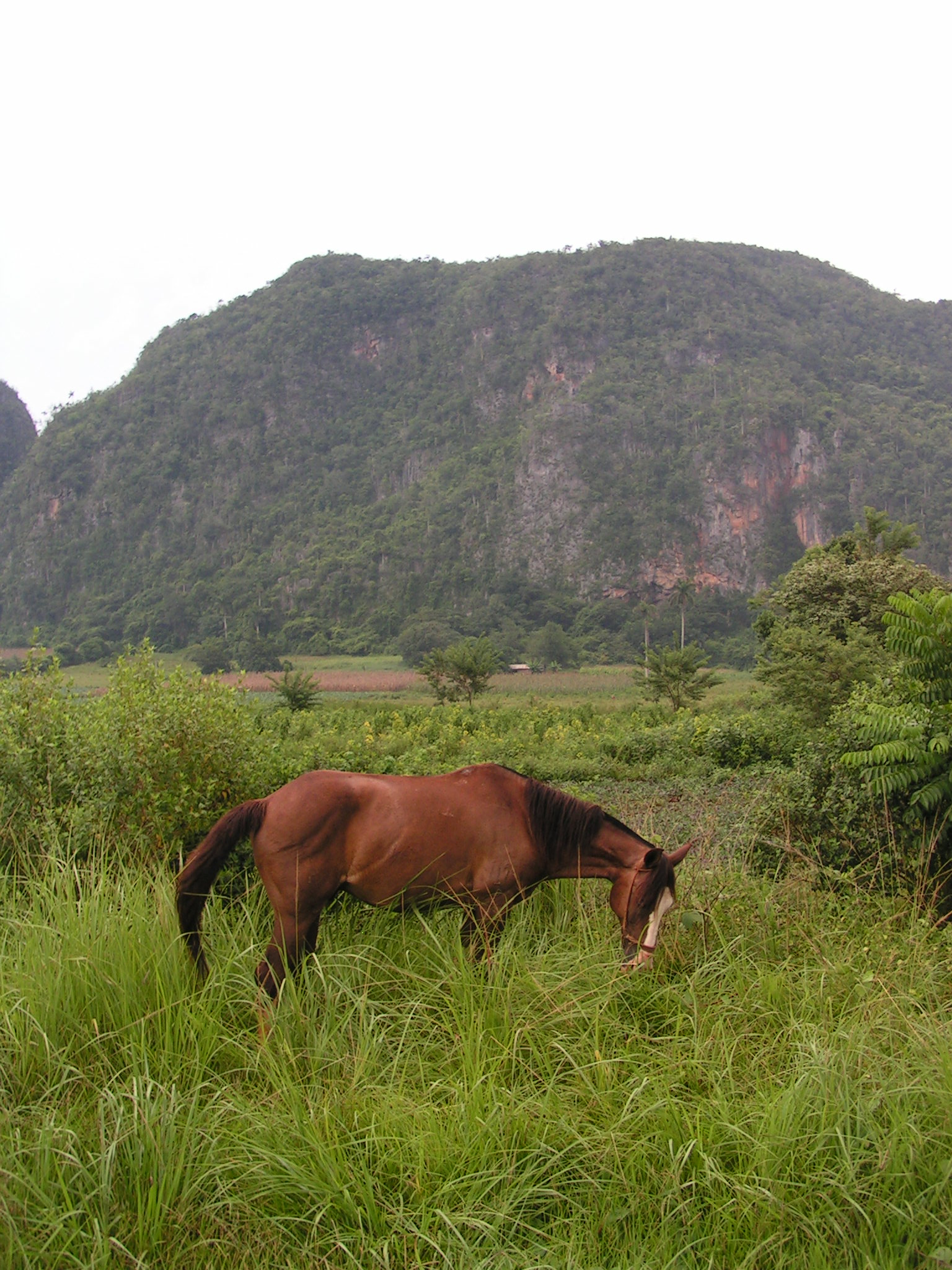
Thung lũng Viñales
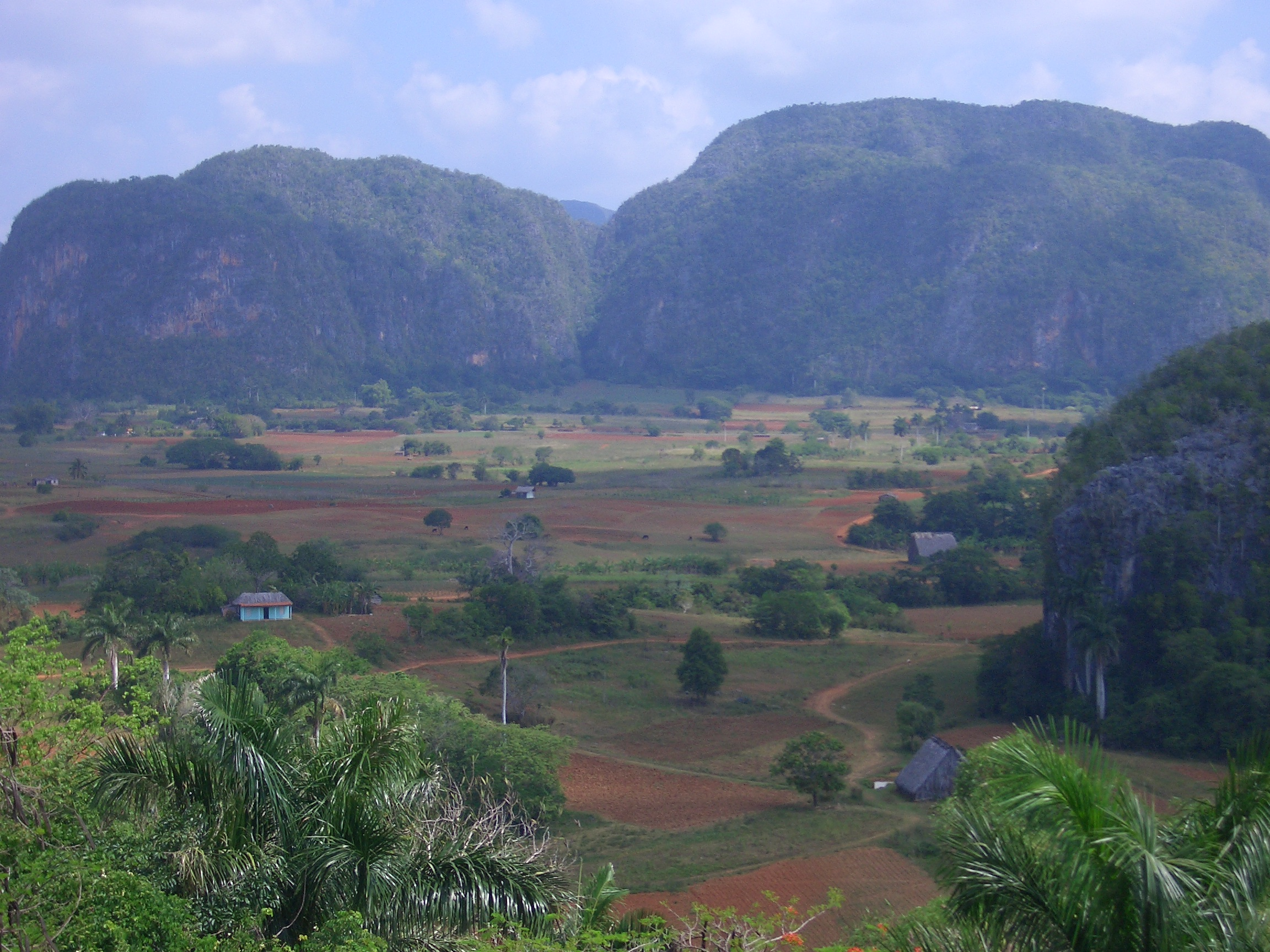
Thung lũng Viñales.
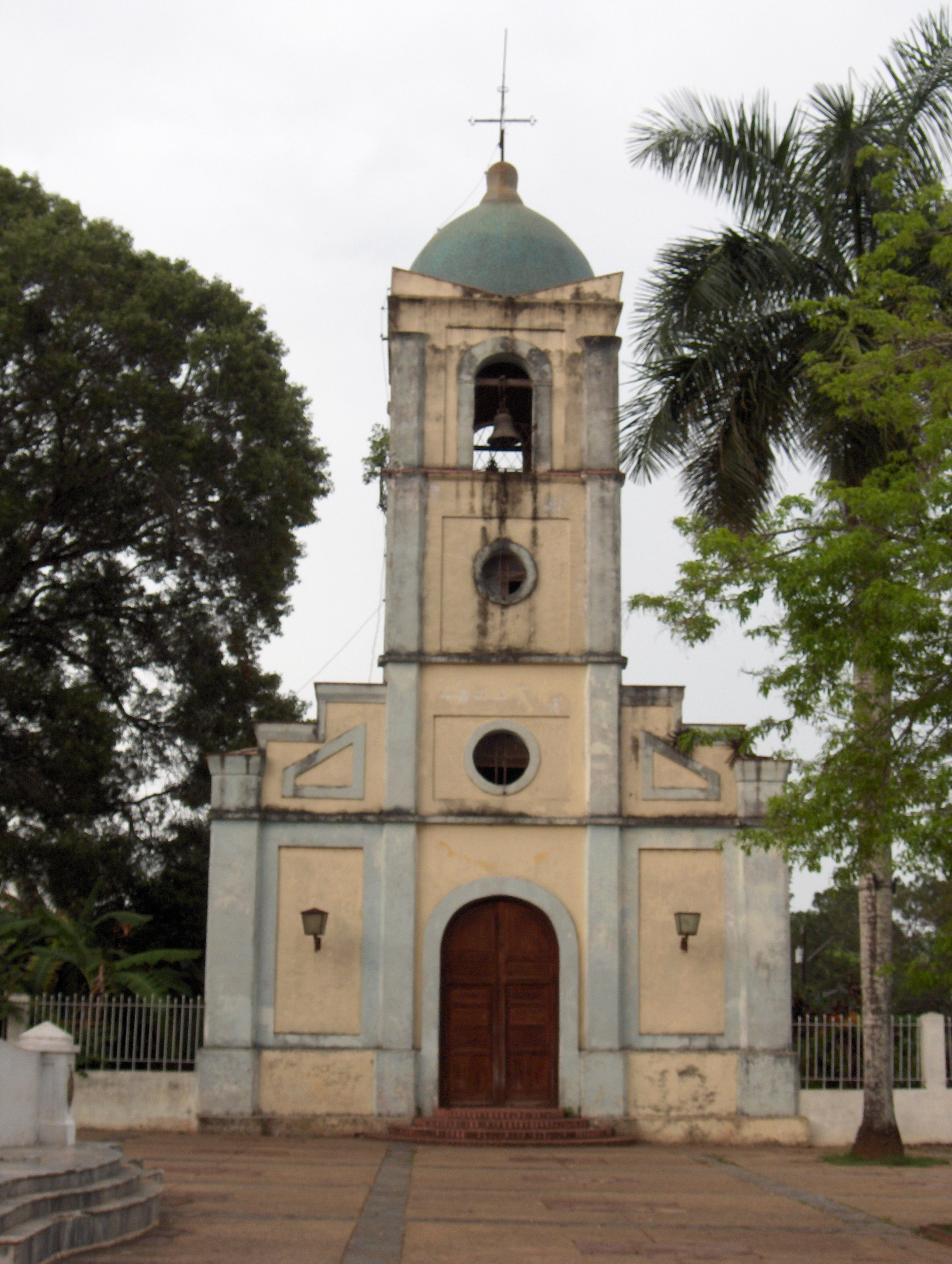
Nhà thờ Giáo hội Viñales.